# شيريل ويست
شيريل ويست (بالإنجليزية: Cheryl West)‏ هي كاتبة مسرحية وكاتِبة أمريكية، ولدت في 1965 في شيكاغو في الولايات المتحدة.

## وصلات خارجية
- شيريل ويست على موقع IMDb (الإنجليزية)
- شيريل ويست على موقع قاعدة بيانات برودواي على الإنترنت (الإنجليزية)